# Buxbaumia symmetrica
Buxbaumia symmetrica là một loài rêu trong họ Buxbaumiaceae. Loài này được P.C. Chen & X.J. Li mô tả khoa học đầu tiên năm 1964.